# Carly Simon
Carly Simon, född 25 juni 1943 i New York i New York, är en amerikansk sångerska och låtskrivare.
Till Simons mest kända låtar hör "You're So Vain" som nådde Billboard-listans 1:a plats i december 1972. Låten blev en internationell framgång för henne. Andra listplacerade låtar är "Nobody Does it Better" (#2) 1977 från Bondfilmen Älskade spion, "You Belong To Me" (#6) 1978, "Coming Around Again" (#18) 1986 och "Let the River Run" 1988. År 2003 gjorde Simon även musik till Nasses stora film. 
Simon var gift med den amerikanske sångaren och låtskrivaren James Taylor 1972–1983 och de sjöng duett på låten "Mockingbird" (#5) 1974.

## Diskografi
- Carly Simon (1971)
- Anticipation (1971)
- No Secrets (1972)
- Hotcakes (1974)
- Playing Possum (1975)
- Another Passenger (1976)
- Boys in the Trees (1978)
- Spy (1979)
- Come Upstairs (1980)
- Torch (1981)
- Hello Big Man (1983)
- Spoiled Girl (1985)
- Coming Around Again (1987)
- Greatest Hits Live (live) (1988)
- Have You Seen Me Lately? (1990)
- My Romance (1990)
- This Is My Life (soundtrack) (1992)
- Letters Never Sent (1994)
- Clouds In My Coffee (3-CD box)(1995)
- Film Noir (1997)
- The Bedroom Tapes (2000)
- Christmas Is Almost Here (2002)
- Moonlight Serenade (2005)
- Into White (2007)
- This Kind of Love (2008)